# Winklmooshütte
Die Winklmooshütte ist eine Selbstversorgerhütte der Sektion München des Deutschen Alpenvereins auf der Winklmoos-Alm, welche ausschließlich von Mitgliedern der Sektion München und der Sektion Oberland gebucht werden kann.

## Zustieg
- Parkplatz Winklmoos-Alm 0,25 Std.[2]

## Nachbarhütten
- Straubinger Haus 4,0 Std.

## Karten
- Alpenvereinskarte BY18 Chiemgauer Alpen Mitte (1:25.000)[3]